# Граніт (Компаніївський район)
Граніт — колишній населений пункт Компаніївського району Кіровоградської області.

## Стислі відомості
Підпорядковувалося Лозуватській сільській раді.
В часі штучного винищення населення 1932—1933 років голодною смертю померла невстановлена кількість мешканців села.
У період 1972—1986 років село Граніт, що лежало поблизу Лозуватки, зняте з обліку.